# دم‌چنگالی خال‌دار
دم‌چنگالی خال‌دار (نام علمی: Enicurus maculatus) نام یک گونه از سرده دم‌چنگالی است.